# Pomacentrus nigromarginatus
Pomacentrus nigromarginatus là một loài cá biển thuộc chi Pomacentrus trong họ Cá thia. Loài này được mô tả lần đầu tiên vào năm 1973.

## Từ nguyên
Từ định danh được ghép bởi hai âm tiết trong tiếng Latinh: nigro ("đen") và marginatus ("có viền ở rìa"), hàm ý đề cập đến dải viền đen nổi bật trên vây lưng và vây đuôi của loài cá này.

## Phạm vi phân bố và môi trường sống
P. nigromarginatus được phân bố ở vùng biển Việt Nam và một số nước Đông Nam Á hải đảo, trải dài đến các đảo quốc thuộc Melanesia ở phía đông, ngược lên phía bắc đến đảo Đài Loan và quần đảo Ryukyu (Nhật Bản), xa về phía nam đến các đảo san hô ngoài khơi Tây Úc và rạn san hô Great Barrier ở bờ đông.
Tại Việt Nam, P. nigromarginatus được biết đến tại Phú Quốc, dọc bờ biển Khánh Hòa–Ninh Thuận, Phú Yên, cù lao Chàm, và Côn Đảo.
P. nigromarginatus sinh sống tập trung trên nền đáy cát, gần những rạn san hô viền bờ ở độ sâu khoảng từ 20 đến 50 m.

## Mô tả
Chiều dài lớn nhất được ghi nhận ở P. nigromarginatus là 8 cm. Cơ thể có màu xanh lam xám, chuyển sang màu vàng nhạt ở vùng thân gần cuống đuôi và vây đuôi, cũng như ở phía sau của vây lưng và vây hậu môn. Đầu có nhiều vệt màu xanh tím quanh ổ mắt. Vây ngực có đốm đen lớn ở gốc. Viền đen ở rìa sau của vây đuôi và vây lưng. Kiểu hình của loài này tương đồng với Pomacentrus nigromanus nhưng không có màu đen ở vây hậu môn.
Số gai ở vây lưng: 13; Số tia vây ở vây lưng: 14–15; Số gai ở vây hậu môn: 2; Số tia vây ở vây hậu môn: 14–15; Số gai ở vây bụng: 1; Số tia vây ở vây bụng: 5.

## Sinh thái học
Thức ăn của P. nigromarginatus bao gồm tảo và các loài động vật phù du. Cá đực có tập tính bảo vệ và chăm sóc trứng.